# Albertosuchus
Albertosuchus — вимерлий рід крокодилових крокодилів з пізньої крейди Канади. Типовий вид Albertosuchus knudsenii був названий у 2015 році на основі формації Сколларда в Альберті. Albertosuchus є найпівнічнішим крокодилом пізньої крейди в Північній Америці. Albertosuchus не має виїмки на верхній щелепі між верхньою та передщелепною кістками, яка є характерною для більшості крокодилоподібних, а також має дуже короткий нижньощелепний симфіз (з’єднання між двома половинами нижньої щелепи). Філогенетичний аналіз показує, що це один із найосновніших представників Crocodyloidea та близький родич Arenysuchus з пізньої крейди в Іспанії, хоча неповний характер відомого матеріалу робить ці знахідки непевними.